# Frankrikes Grand Prix 1960
Frankrikes Grand Prix 1960 var det sjätte av tio lopp ingående i formel 1-VM 1960.  

## Resultat
1. Jack Brabham, Cooper-Climax, 8 poäng
2. Olivier Gendebien, Reg Parnell (Cooper-Climax), 6
3. Bruce McLaren, Cooper-Climax, 4
4. Henry Taylor, Reg Parnell (Cooper-Climax), 3
5. Jim Clark, Lotus-Climax, 2
6. Ron Flockhart, Lotus-Climax, 1
7. Innes Ireland, Lotus-Climax
8. Bruce Halford, Reg Parnell (Cooper-Climax) (varv 40, motor)
9. Masten Gregory, Scuderia Centro Sud (Cooper-Maserati)
10. Ian Burgess, Scuderia Centro Sud (Cooper-Maserati)
11. Wolfgang von Trips, Ferrari (30, transmission)
12. Phil Hill, Ferrari (29, transmission)

### Förare som bröt loppet
- Joakim Bonnier, BRM (varv 22, motor)
- Lucien Bianchi, Fred Tuck Cars (Cooper-Climax) (18, transmission)
- Dan Gurney, BRM (17, motor)
- Gino Munaron, Scuderia Eugenio Castellotti (Cooper-Castellotti) (16, transmission)
- Willy Mairesse, Ferrari (14, transmission)
- Tony Brooks, Vanwall (7, vibrationer)
- Graham Hill, BRM (0, olycka)
- Maurice Trintignant, Scuderia Centro Sud (Cooper-Maserati) (0, olycka)
- Richie Ginther, Scarab (0, motor)
- David Piper, Robert Bodle (Lotus-Climax) (0, motor)
- Chuck Daigh, Scarab (0, motor)